# 長孫師
长孙师（?—?），唐朝广州都督府司马。
唐太宗灭突厥汗国，高句丽荣留王高建武遣使奉贺，并奉上高句丽封域图。唐太宗派长孙师到高句丽收葬隋朝时战死将士的骸骨，毁掉高句丽所立京观（骷髅山）。高建武害怕唐朝东征高句丽国，修筑长城，东北自扶余城，西南至渤海，绵延千余里。